# جوني لين
جوني لين (بالإنجليزية: Johnnie Lynn)‏ هو لاعب كرة قدم أمريكية أمريكي، ولد في 19 ديسمبر 1956 في لوس أنجلوس في الولايات المتحدة.

## وصلات خارجية
- جوني لين على موقع مرجع كرة القدم المحترفة.كوم (الإنجليزية)